# Borgo (Korsika)
Borgo (korsisch: U Borgu) ist eine französische Gemeinde mit 10.102 Einwohnern (Stand 1. Januar 2022) auf Korsika. Sie ist der Hauptort des gleichnamigen Kantons, zu dem drei weitere Gemeinden gehören.

## Geografie
Der Kern der kleinen etwa 20 Kilometer südlich von Bastia gelegenen Stadt befindet sich auf einem Hügel am Rande des korsischen Gebirges.
Nachbargemeinden sind: im Norden Biguglia, im Süden Lucciana, im Nordwesten Rutali und im Südwesten Prunelli-di-Casacconi. Im Osten grenzt die Gemeindegemarkung an das Tyrrhenische Meer. Der Strandsee Étang de Biguglia ist vom Naturpark Réserve naturelle de l’Étang de Biguglia umgeben.

## Bevölkerungsentwicklung
| Jahr      | 1962 | 1968 | 1975 | 1982 | 1990 | 1999 | 2007 | 2017 |
| Einwohner | 726  | 1600 | 2650 | 3413 | 3773 | 5002 | 7030 | 8760 |

## Sehenswürdigkeiten
- L’église de l’Annonciation, eine Barockkirche aus dem 17. Jahrhundert, heute ein Monument historique.

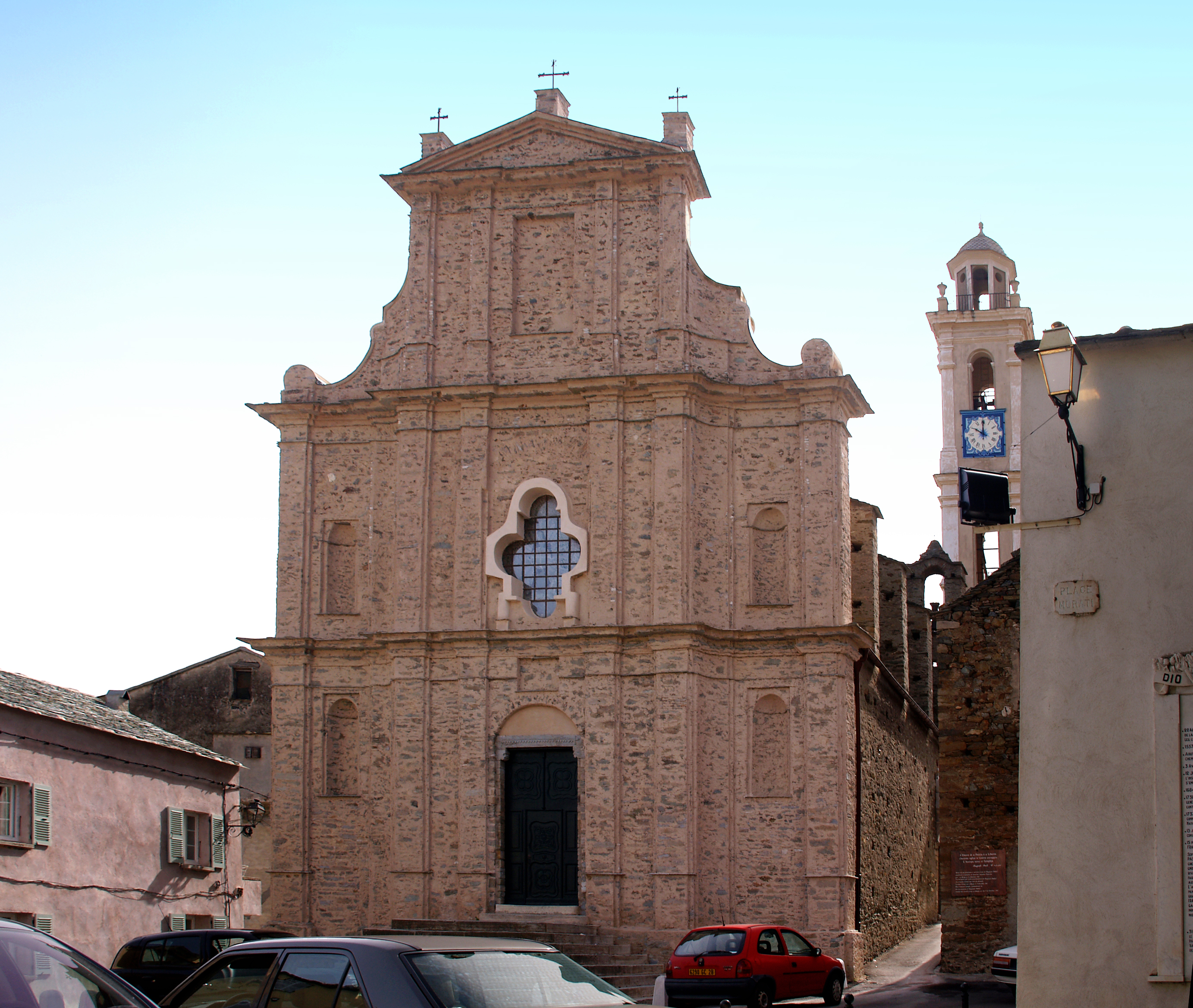
L’église de l’Annonciation

## Verkehr
Borgo hat einen Bahnhof an der Bahnstrecke Bastia–Ajaccio, von der in Ponte-Leccia die Bahnstrecke Ponte-Leccia–Calvi abzweigt. Sowohl nach Ajaccio als auch nach Calvi bestehen durchgehende Zugverbindungen. Außerdem bedienen den Bahnhof die Vorortzüge, die zwischen Bastia und Casamozza verkehren.